# Ignace Ardieux
Ignace Ardieux (* um 1650 in Freiburg/Schweiz; † 20. Februar 1684 in Ayutthaya) war ein Schweizer Missionar in Siam.
Ardieux kam als Subdiakon ins katholische Seminar der Missions Étrangères in Freiburg und wurde einer von fünf Seminaristen, die das am 23. Januar 1677 gestiftete Stipendium von Pierre de Pons geniessen konnten. Am 22. Dezember 1678 verliess er Freiburg in Richtung Siam und wurde in Ayutthaya 1681 oder 1682 als Priester ordiniert. Nach seiner priesterlichen Ordination ging er auf eine Reise nach Phitsanulok, etwa 300 km nördlich von Ayutthaya.
Laneau schrieb über ihn als einen Mann grosser Unbefangenheit, der ein Heiliger war, wie man ihn nur einmal in hundert Jahren treffe.